# Kustrzebka zmienna

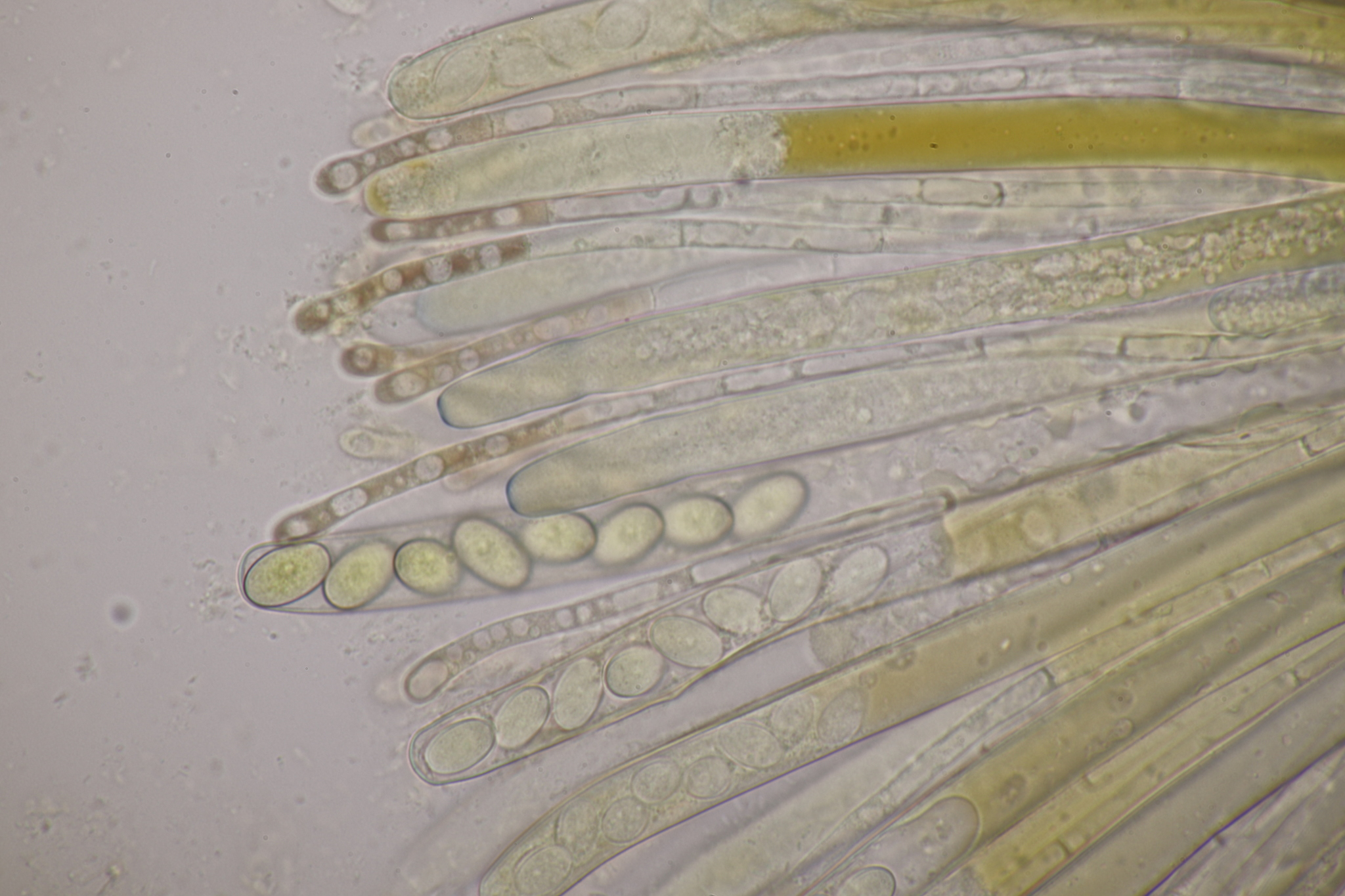
Worki i parafizy

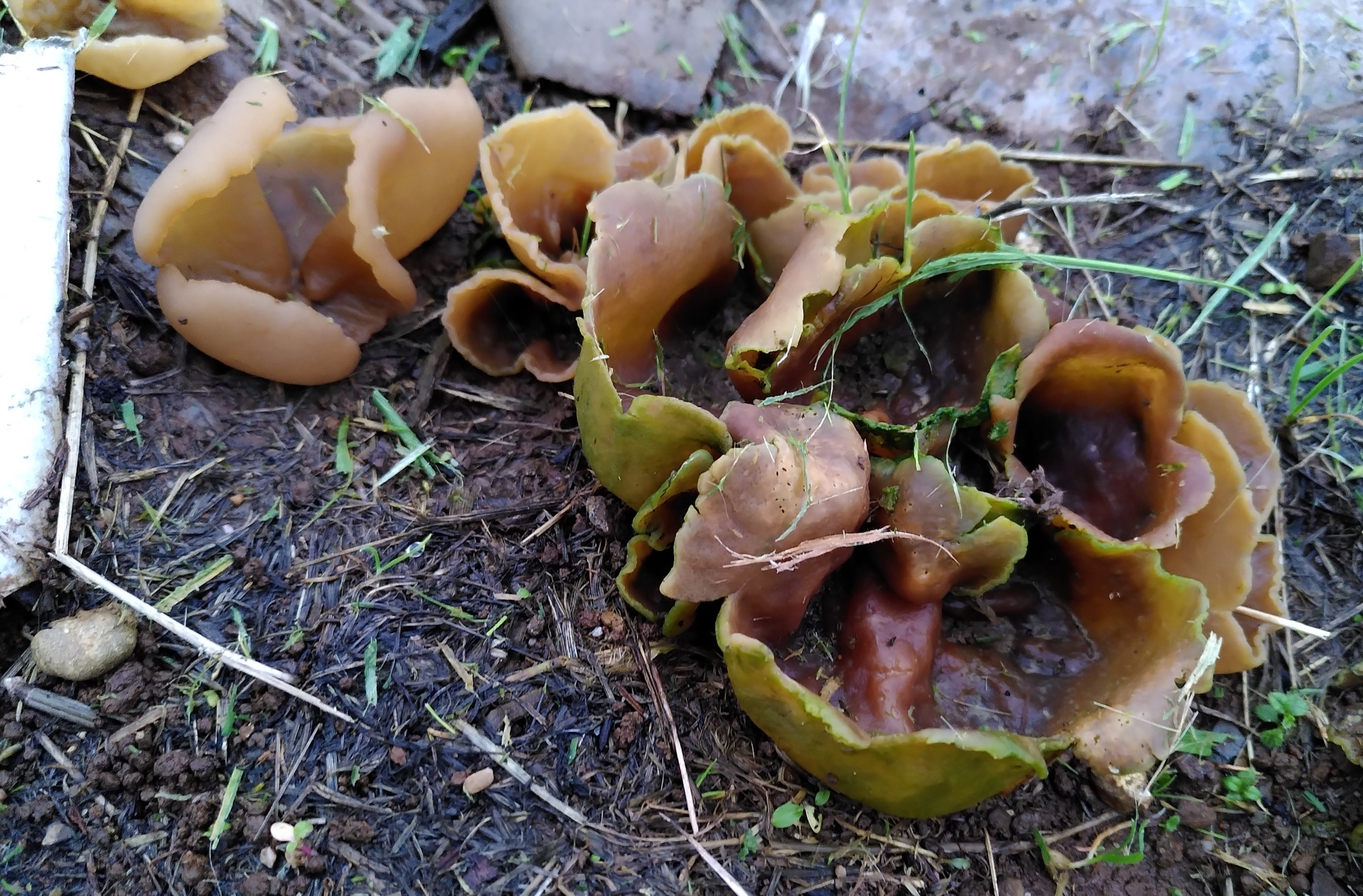

Kustrzebka zmienna (Peziza varia (Hedw.) Alb. & Schwein.) – gatunek grzybów z rodziny kustrzebkowatych (Pezizaceae).

## Systematyka i nazewnictwo
Pozycja w klasyfikacji według Index Fungorum: Peziza, Pezizaceae, Pezizales, Pezizomycetidae, Pezizomycetes, Pezizomycotina, Ascomycota, Fungi.
Po raz pierwszy opisał go w 1879 r. Johann Hedwig, nadając mu nazwę Octosporia varia. Obecną nazwę nadali mu Johannes Baptista von Albertini i Lewis David von Schweinitz w 1805 r. Pozostałe synonimy:
- Aleuria varia (Hedw.) Boud. 1905
- Galactinia varia (Hedw.) Le Gal 1962
- Geopyxis varia (Hedw.) Rehm 1894
- Humaria varia (Hedw.) Sacc. 1889
- Peziza varia var. pallens Alb. & Schwein. 1805
- Pustularia varia (Hedw.) Sacc. 1889[2].

Nazwa polska według M.A. Chmiel.

## Morfologia
Askokarp
Apotecja o średnicy do 10 cm, czasami nawet do 15 cm, w młodym wieku okrągłe, miseczkowate, w stanie dojrzałym spłaszczone o nieregularnym kształcie. Do drewna przyrasta tylko środkową częścią, a nie całą powierzchnią. Powierzchnia hymenialna żółtawa, żółtawo-brązowa, ochrowo-brązowa do szarawo-ochrowej, ciemniejsza z wiekiem, sterylna powierzchnia dolna jest jaśniejsza. Miąższ cienki, elastyczny.
Cechy mikroskopowe
Askospory gładkie, eliptyczne, bez gutuli. Parafizy ampułkowate, ze zwężeniami.
Gatunki podobne
Jest to gatunek zmienny morfologicznie i trudny do identyfikacji, nawet pod mikroskopem. Można by sądzić, że zwężone w niektórych miejscach parafizy są charakterystyczne dla P. varia, ale podobne ma jeszcze kilka innych gatunków kustrzebek. Peziza domiciliana ma tej samej wielkości askospory, ale z jedną lub dwoma gutulami.

## Występowanie i siedlisko
Znane jest występowanie kustrzebki zmiennej w Europie, Ameryce Północnej, Azji i Australii. W Polsce M.A. Chmiel w 2006 r. przytoczyła 10 stanowisk, w następnych latach podawano nowsze stanowiska.
Grzyb saprotroficzny i wypaleniskowy występujący na próchniejącym drewnie, gnijących liściach drzew, starych murach, śmieciach i spaleniskach. Szczególnie często występuje na próchniejącym drewnie topoli.